# Збоево (село)
Збоево — село в Ржевском районе Тверской области. Относится к сельскому поселению «Есинка». 

## География
Село расположено на реке Большая Лоча в 2 км на юг от Ржева.

## История
В 1801 году в селе была построена каменная Благовещенская церковь с 3 престолами, метрические книги с 1790 года. 
В конце XIX — начале XX века село входило в состав Толстиковской волости Ржевского уезда Тверской губернии. 
С 1929 года деревня входила в состав Юрятинского сельсовета Ржевского района Ржевского округа Московской области, с 1935 года — в составе Калининской области, с 1994 года — в составе Домашинского сельского округа, с 2005 года — в составе сельского поселения «Есинка».

## Население
| 1859 | 1883 | 2002 | 2010 |
| ---- | ---- | ---- | ---- |
| 98   | ↘71  | ↘17  | ↘11  |